# بارکس گاردن (ویرجینیا)
بارکس گاردن (به انگلیسی: Burke's Garden) یک منطقهٔ مسکونی در ایالات متحده آمریکا است که در شهرستان تیزول، ویرجینیا واقع شده‌است. بارکس گاردن ۹۳۷ متر بالاتر از سطح دریا واقع شده‌است.